# دیکویل
دیکویلوس (Dicuilus) (یا به گویش محلی‌تر، دیکویل) (Dicuil)، راهب و جغرافیدان ایرلندی بود که در نیمهٔ دوم قرن هشتم متولد شد.

## پس‌زمینه
تاریخ دقیق تولد و درگذشت دیکویل مشخص نیست. در مورد زندگی شخصی‌اش هم اطلاعاتی در درسترس نیست، غیر از اینکه احتمالاً او عضو یکی از بی‌شمار صومعه‌های ایرلندی مربوط به زمان امپراتوری فرانک بوده و از طریق مشاهدات شخصی با جزایر نزدیک انگلستان و اسکاتلند آشنا شده‌است. دیکویل از سال ۸۱۴ تا ۸۱۶ مشغول تدریس در یکی از مدارس زمان پادشاهی لویی یکم بوده. او در آنجا به نوشتن اثری مرتبط با نجوم پرداخت و در سال ۸۲۵ هم اثری با موضوع جغرافیا نوشت.
دیکویل مطالعات وسیعی داشت؛ او در آثار خود نقل‌وقول‌هایی از سی سخنور یونان و روم باستان می‌آورد یا به آنها ارجاع می‌داد. سخنورانی مثل هومر، هکاتئوس، هردوت، توسیدید، ویرژیل، پلینیوس و ژوبای دوم، سولینیوس (سخنور اواخر دوره کلاسیک)، ایزیدور سویل و ارسیوس که مربوط به دوره پیشوایان و بزرگان مذهب بودند و سدولیوس که سخنور ایرلندی هم‌عصر دیکویل بود. او به‌طور کلی به این موضوع اشاره می‌کند که ازنقشه‌برداری‌های منتسب به روم باستان که به دستور ژولیوس سزار، آگوستوس و تئودئوس دوم انجام شده بودند، استفاده کرده‌است.
با توجه وجود برخی مشابهات در سبک نوشتاری دیکویل و یک سخنور و دستورنویس ناشناس هیبرنو-لاتین با نام مستعار هیبرنیکوس اکسول، گفته می‌شود این فرد ناشناس همان دیکویل است.

## محاسبه نجومی تاریخ عید پاک
دیکویل در آثار ستاره‌شناسی خود به روشی برای محاسبه تاریخ عید پاک می‌پردازد. این آثار شامل پنج کتاب می‌شود که در نظم و نثر آمده‌است. از این میان، چهار کتاب به شکل نسخه خطی نگهداری می‌شوند که قبلاً به صومعهٔ سنت اماند در شمال فرانسه تعلق داشت و در حال حاضر در والنسین نگهداری می‌شود. نسخه خطی دیگری هم وجود دارد که در کلیسای سنت مارتین در تور نگهداری می‌شود و شامل دو فصل دیگر است که به کتاب چهارم اضافه شده‌است و همین‌طور دو فصل جدا که به عنوان کتاب پنجم شناخته می‌شوند.
کتاب اول شامل مطالبی دربارهٔ تقویم‌ها، دوره‌های قمری نوزده ساله و نظم‌نویسی می‌شود. این کتاب همچنین در یک بخش، دو روش محاسبه اعداد مثلثی را توضیح می‌دهد. محاسبه با این روش‌ها به این صورت است: جمع اعداد طبیعی یا ضرب اعداد متوالی در یکدیگر و تقسیم حاصل بر دو.
کتاب دوم شامل مطالبی دربارهٔ فاصله میان زمین تا آسمان و فاصله میان هفت سیاره می‌شود. همچنین مطالبی دربارهٔ روش‌های شمارش ماه‌های قمری، عمر ماهانه ماه، قواعدی برای محاسبه تاریخ عید پاک و لنت، محاسبه تعداد روزهای اضافه (کبیسه‌گیری) و کمتر در سال‌های مختلف، سال‌های شمسی و قمری و همچنین مطالب دیگری دربارهٔ نظم‌نویسی را شامل می‌شود.
کتاب سوم شامل مطالبی دربارهٔ چرخه‌های ستارگان، دوره‌های قمری نوزده ساله، چرخه بزرگ دیگر مربوط به ماه وخورشید و تعیین اولین روز سال (نقطه اعتدال بهاری در ماه مارس) است.
کتاب چهارم دربردارنده مطالبی در مورد روزهای اضافه سال شمسی و روزهای کم شده سال قمری و همین‌طور سرعت نسبی گردش ماه و خورشید و ستارگان می‌باشد.

## اندازه‌گیری طول زمین
«کتاب اندازه‌گیری طول زمین» (به لاتین: De mensura Orbis terrae) که نسبت به سایر آثار دیکویل شناخته‌شده تر است، خلاصه‌ای از علم جغرافی است که اطلاعات مختصری دربارهٔ سرزمین‌های گوناگون در اختیار خواننده قرار می‌دهد. این اثر بر اساس منسرشن اوربیس که به دستور تئودوس دوم در سال ۴۳۵ میلادی تهیه شده بود، نوشته شده‌است. یک نسخه دست‌نویس از آن متعلق به دربار کارولنژی بود. پیش از آن گوتشالک در سال‌های ۷۸۱ تا ۷۸۳ میلادی از این نسخه برای گردآوری انجیل مشهورش استفاده کرده بود. دیکویل در اثر خود به گفته‌های نگارندگانی مثل پلینی بزرگ، گایوس جولیوس سولینیوس، پائولوس اوروسیوس، ایزیدور سویل و مصنفان دیگر ارجاع می‌دهد و در نهایت نتیجه مطالعه و تحقیقات خود را عنوان می‌کند.
دیکویل در این اثر، در نُه بخش مجزا به ترتیب به اروپا، آسیا، آفریقا، مصر و حبشه، پوسته بیرونی زمین، پنج رودخانه بزرگ، چند جزیره، طول و عرض دریای تیرنی و شش مورد از مرتفع‌ترین کوها می‌پردازد.
اگرچه این اثر بیشتر یک مجموعه گرداوری‌شده‌است، اما اثر بی‌ارزشی نیست. آثار دیکویل تنها مبنعی است که ما می‌توانیم از طریق آنها اطلاعاتی جامع دربارهٔ نتایج تحققات انجام شده به دستور تئودوئوس دوم به دست بی‌آوریم. نقل‌وقول‌های دقیق دیکویل از مصنفان مختلف به نقد از متون آنها کمک می‌کند. بخش جالب دیگر گزارش‌ها و روایاتی است که او از زبان جهان‌گردان زمان خود نقل می‌کند؛ به عنوان مثال نقل‌وقول‌هایی از راهبی به نام فیدلیس که احتمالاً در سال ۷۶۲ بعد از میلاد در طول کانال فراعنه (که هنوز هم وجود دارد) سفر کرده‌است. این کانال میان رود نیل و دریای سرخ قرار دارد. دیکویل همچنین نقل‌وقول‌هایی از کشیشانی می‌آورد که از جزایر فارو دیدن کرده بودند و احتمالاً در طول تابستان سال ۷۹۵ به مدت شش ماه در ایسلند زندگی می‌کردند. در میان گفته‌های آنها به روز بی‌پایان نیمه تابستان در «شمالگان» اشاره می‌شود؛ زمانی که هیچ «ظلمتی» وجود ندارد که «بشر را از انجام وظیفه بازدارد». آنها در جایی دیگر به توصیف سفر دریایی‌شان در بدو ورود به سمت شمال ایسلند می‌پردازند؛ اینکه در مسیری بدون یخ می‌توانستند دریا را به مدت یک روز بپیمایند.

## ارجاعات
1. ↑  Esposito, Mario; Dicuil (1906). "An Unpublished Astronomical Treatise by the Irish Monk Dicuil". Proceedings of the Royal Irish Academy, Section C. 26: 378–446.
2. 1 2   One or more of the preceding sentences incorporates text from a publication now in the public domain: Chisholm, Hugh, ed. (1911). "Dicuil". Encyclopædia Britannica (به انگلیسی). Vol. 8 (11th ed.). Cambridge University Press. p. 200.
3. ↑  Esposito, Mario (1990).  Lapidge, Michael (ed.). Irish Books and Learning in Mediaeval Europe. Aldershot: Variorum. p. 461. ISBN 0-86078-261-1. Retrieved 27 October 2017.
4. 1 2 3  Hartig, Otto. "Dicuil." The Catholic Encyclopedia. Vol. 4. New York: Robert Appleton Company, 1908. 18 Feb. 2015
5. ↑  Cordoliani, A. "Le comput de Dicuil", Cahiers de civilisation médiéval, 3/11, 1960, 325-337
6. ↑  Ross, H.E. & Knott, B.I."Dicuil (9th century) on triangular and square numbers." British Journal for the History of Mathematics, 2019,34 (2), 79-94. https://doi.org/10.1080/26375451.2019.1598687.